# وادي خويش العطشان

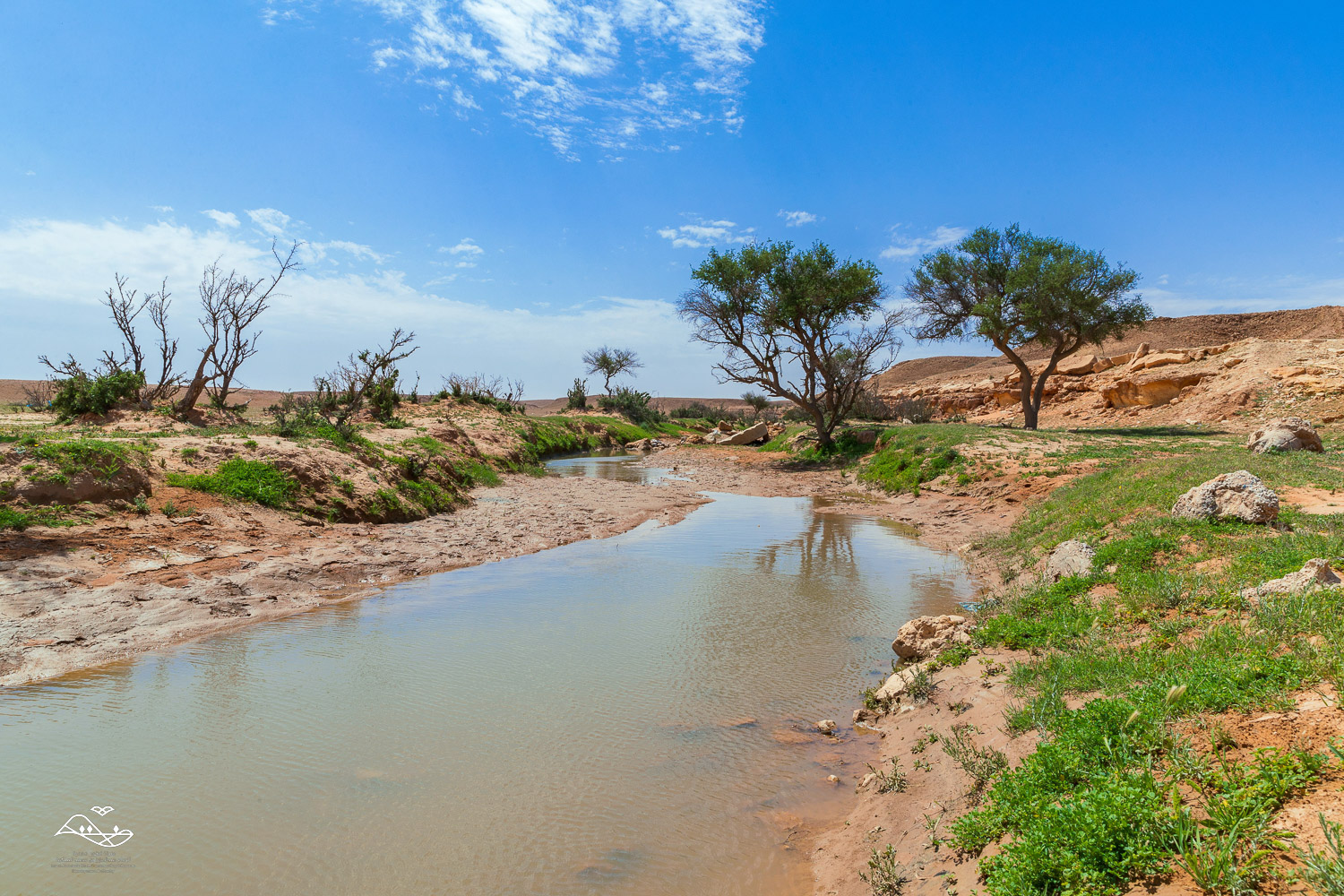

## الموقع

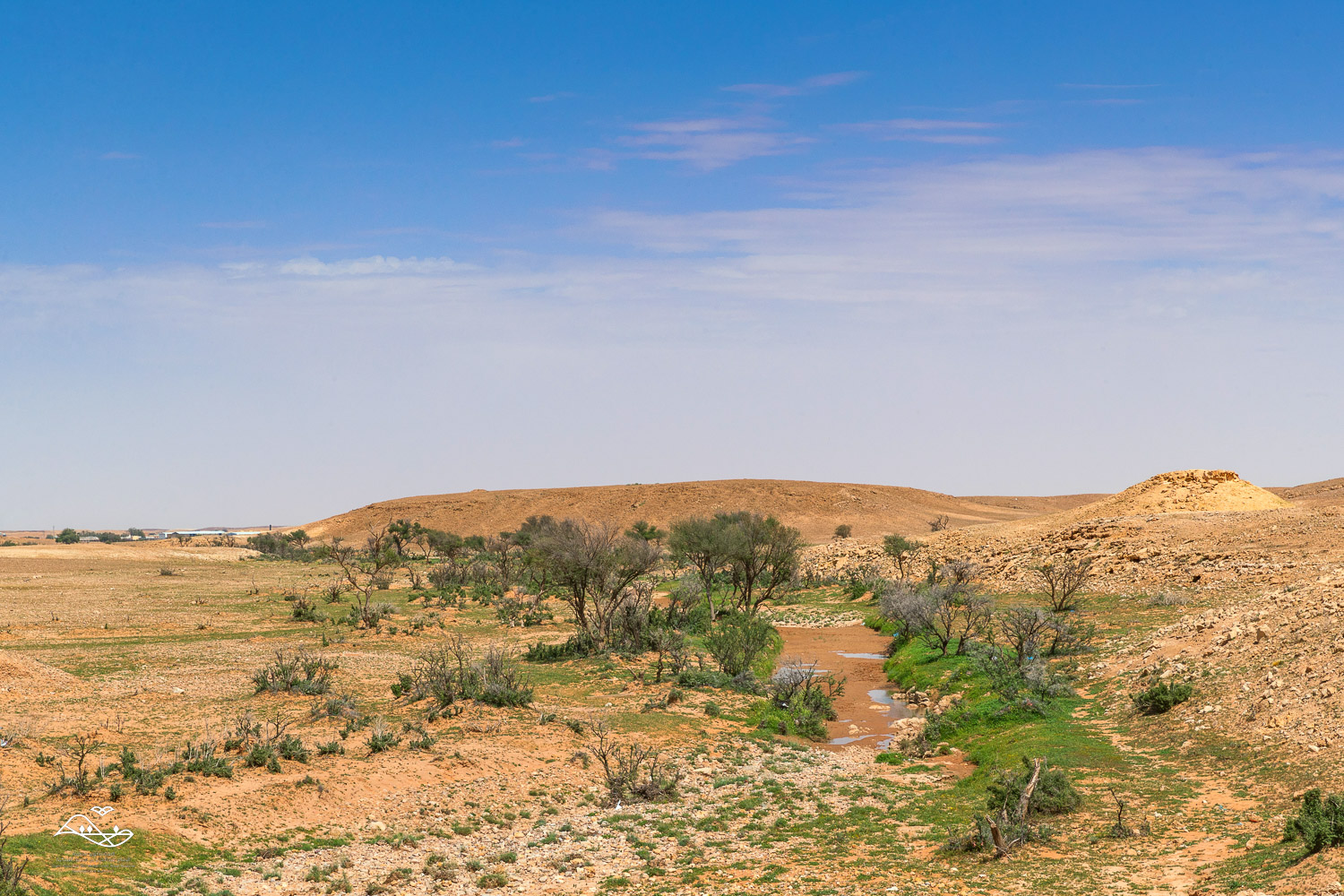

تقع الأجزاء الوسطى والسفلى من حوض وادي خويش العطشان ضمن حدود محمية الإمام عبد العزيز بن محمد الملكية، بينما أجزاءه العليا تكون خارج المحمية، ومن الناحية الإدارية تشكل اراضي حوضه جزء من محافظة رماح في المملكة العربية السعودية. وتبدأ منابع وادي خويش العطشان بالقرب منابع وادي وثيلان عند خط طول 47.056411 درجة شرقا ودائرة عرض 25.111781 درجة شمالاً.

## وادي خويش العطشان
وادي خويش العطشان هو الرافد الجنوبي لوادي الخويش، وله رافد رئيسي يوازيه تقريبا من الشمال الغربي يسمى قري بيّن، ويصرف حوض وادي خويش العطشان منطقة جغرافية مستطيلة وضيقة تمتد من الجنوب الغربي إلى الشمال الشرقي، ويحده من الشمال الغربي حوض وادي خويش الريان الفرع الآخر لوادي الخويش، ويحده من الجنوب الغربي حوض وادي وثيلان. وتقع الأجزاء الوسطى والسفلى من حوض وادي خويش العطشان ضمن حدود محمية الإمام عبد العزيز بن محمد الملكية، بينما أجزاءه العليا تكون خارج المحمية، ومن الناحية الإدارية تشكل اراضي حوضه جزء من محافظة رماح في المملكة العربية السعودية. وتبدأ منابع وادي خويش العطشان بالقرب منابع وادي وثيلان عند خط طول 47.056411 درجة شرقا ودائرة عرض 25.111781 درجة شمالا، وذلك من أرض مرتفعة نسبيا تمر فيها خطوط تقسيم المياه لأحواض التصريف المتجاورة، وتقع بين أعالي وادي خويش الريان، وأعالي وادي وثيلان. وبشكل عام يتجه المجرى الرئيسي لوادي خويش العطشان من الجنوب الغربي نحو الشمال الشرقي، حتى يلتقي مع وادي خويش الريان عند خط طول 47.234773 درجة شرقا ودائرة عرض 25.302259 درجة شمالا. ويبلغ طول مجراه الرئيسي من منبعه إلى أن يلتقي بوادي خويش الريان حوالي 32كم. وبعد التقاء الفرعين الرئيسيين لوادي الخويش يتجه وادي الخويش نحو رمال الدهناء وينتهي في فيضة الخويش التي تمثل الجزء الجنوبي من روضة خريم. ويظهر من صور قوقل ماب أن حوض وادي خويش العطشان يتكون من أرض تكثر فيها التلال، وأن روافده قصيرة وضيقة نسبيا، وتلتقي مجاري المياه فيه بزوايا حادة معطية بذلك نمطا شجريا واضحا، ويتضح من الصور أيضا أن الانحناءات والتعرجات في المجرى الرئيسي للوادي قليلة وخفيفة. ويظهر من الصور أيضا أن المجرى الرئيسي لوادي خويش العطشان يحتوي على عدة غدران، خاصة في أجزائه الوسطى، وتعد هذه الغدران من مناهل المياه الموسمية في العرمة لأنها تحتفظ بكميات من مياه السيول لعدة أشهر في مواسم سقوط الأمطار. كما أن صور قوقل ماب تظهر وجود أشجار كبيرة على جوانب مجاري المياه في حوض وادي خويش العطشان، ويلاحظ أن كثافة وتركيز الأشجار تزداد بالقرب من الغدران الموجودة فيه.